# Bak Hirs
Bak Hirs (Szemnic, 1747 – Szeged, 1842) rabbi.

## Élete
Az első szegedi rabbi. 1796-tól volt szegedi rabbi, elődje, Rabbi Jechiel nem kizárólag rabbi-teendőket végzett. Bak kitűnő hebraista volt, amiről számos sírfelirat tanúskodik, emellett a reformirányzatoktól teljesen távol állt, és a szombat megszentségtelenítése miatt híveit úgy a hatóságoknál, mint a csanádi püspöknél feljelentette, minthogy azonban ezt a szombati hetivásár okozta, nem tudott eredményt elérni. Alatta kezdték építeni az új (a mai régi) zsinagógát. Fiai közül Bak József Eliézer (1800–1884. október 5.) dájján és szellemes hitszónok, elismert Talmud-tudós volt, s mint ilyen működött 1842-től haláláig.